# Rebecca Casati
Rebecca Casati (* 1970 in Hamburg) ist eine deutsche Journalistin, Schriftstellerin und Verlagslektorin.

## Leben
Ihre journalistische Laufbahn begann Casati beim Jetzt-Magazin. Anschließend arbeitete sie als Redakteurin beim SZ-Magazin und bei der Wochenendbeilage der Süddeutschen Zeitung. 2007 wechselte Casati ins Kulturressort des Spiegels, 2008 zur Süddeutschen Zeitung zurück. 2013 bekleidete sie die Position des Director Features bei der Frauenzeitschrift Harper’s Bazar. Seit Mitte 2015 ist sie im Suhrkamp Verlag Programmleiterin Autobiographisches Sachbuch. Casati ist Vorsitzende der Frank-Schirrmacher-Stiftung. Seit 2020 moderiert sie den Podcast Die Sucht zu sehen des Auktionshauses Villa Grisebach.
Casati gehört zu den Initiatoren der Charta der Digitalen Grundrechte der Europäischen Union, die Ende November 2016 veröffentlicht wurde.
Sie war mit Frank Schirrmacher bis zu dessen Tod 2014 verheiratet. Ihr Hauptwohnsitz ist Potsdam.

## Werk
Casatis bisher einziger Roman Hey Hey Hey, der 2001 erschien, wird der Popliteratur zugerechnet. Für das Buch erhielt sie einen für eine Debütantin in dieser Höhe ungewöhnlichen Vorschuss von ca. 150.000 DM. Der Roman wurde von der Literaturkritik zurückhaltend aufgenommen. 2005 wurde ein Zitat aus dem Roman Gegenstand eines Konflikts zwischen ihrem damaligen Lebensgefährten und späteren Ehemann, dem FAZ-Herausgeber Frank Schirrmacher, und der Redaktion der Welt am Sonntag. Eine Sonderbeilage zur Frankfurter Buchmesse enthielt einen Text über Schirrmacher, der Casati den Satz „Ich ficke mich einmal durchs Alphabet“ in den Mund legte, ohne ihn als Zitat und angeblich "bombensicheren Masterplan" einer männlichen Hauptfigur ihres Romans, die "nämlich ein besseres System für das Leben gefunden" zu haben meint, kenntlich zu machen. Die Ausgabe wurde nach Schirrmachers Intervention aus dem Verkehr gezogen, ein Redakteur verließ die Redaktion der Welt am Sonntag. Der Schriftsteller Rainald Goetz, der sich in seinem Buch Loslabern (2009) polemisch über Casati äußerte, verarbeitete den Vorgang in seinem Schlüsselroman Johann Holtrop (2012).

## Bücher
- mit Moritz von Uslar: Wie sehen Sie denn aus? Heyne, München 1999, ISBN 3-453-16541-1.
- Hey Hey Hey, Roman. Diana-Verlag, München 2001, ISBN 3-8284-0055-8.
- mit Alexander Gorkow (Hrsg.): Wieso fragen Sie das? Moderne Verlagsgesellschaft, Frankfurt am Main 2004, ISBN 3-636-06119-4.
- mit Wolfgang Joop: Undressed – Aus einem Leben mit mir. Hoffmann und Campe, Hamburg 2013, ISBN 978-3-455-50299-2.

## Übersetzung
- Leanne Shapton: Bedeutende Objekte und persönliche Besitzstücke aus der Sammlung von Leonore Doolan und Harold Morris, darunter Mode und Schmuck. Berlin Verlag, Berlin 2010, ISBN 978-3-8270-0901-2